# Resolutie 645 Veiligheidsraad Verenigde Naties
Resolutie 645 van de Veiligheidsraad van de Verenigde Naties werd op 29 november 1989 unaniem aangenomen. De resolutie verlengde de UNDOF-waarnemingsmacht in de Golanhoogten met een half jaar.

## Achtergrond
Na de Jom Kipoeroorlog kwamen Syrië en Israël overeen de wapens neer te leggen. Een waarnemingsmacht van de Verenigde Naties moest op de uitvoering van de twee gesloten akkoorden toezien. Tijdens de oorlog bezette Israël de Golanhoogten, die het in 1981 annexeerde.

## Inhoud
De Veiligheidsraad:
- heeft beraad over het rapport van secretaris-generaal Javier Pérez de Cuéllar over de VN-waarnemingsmacht;
- beslist:
a. om de partijen op te roepen onmiddellijk resolutie 338 (1973) uit te voeren;
b. om het mandaat van de macht met een periode van zes maanden te verlengen, tot 31 mei 1990;
c. om de secretaris-generaal te vragen om tegen die tijd te rapporteren over de ontwikkelingen en de genomen maatregelen om resolutie 338 uit te voeren.

## Verwante resoluties
- Resolutie 639 Veiligheidsraad Verenigde Naties
- Resolutie 641 Veiligheidsraad Verenigde Naties
- Resolutie 648 Veiligheidsraad Verenigde Naties (1990)
- Resolutie 655 Veiligheidsraad Verenigde Naties (1990)

Lijst ·  627 ·  628 ·  629 ·  630 ·  631 ·  632 ·  633 ·  634 ·  635 ·  636 ·  637 ·  638 ·  639 ·  640 ·  641 ·  642 ·  643 ·  644 ·  645 ·  646